# Фоулис, Джули
Джули Фоулис (ирл. Julie Fowlis; род. 17 июня 1978 года, Норт-Уист, Шотландия) — шотландская народная певица и мультиинструменталист, поющая в основном на шотландском и ирландском языках.

## Биография

### Ранняя жизнь
Фоулис родилась и выросла на Норт-Уисте  в гэльскоязычной общине. Её мать родилась в семьи рыбаков и фермеров из удаленных островов Монах, а ее отец был родом из Питлохри на материковой Шотландии. Её родители много лет управляли отелем на Норт-Уисте. Она переехала с родителями в Росс-Шир в центральной Шотландии в возрасте 15 лет, после того как её отец устроился на новую работу. Семья жила в Стратпеффере и Фоулис закончила среднее образование в Академии Дингуолла. Затем она поступила в Университет Стратклайда в Глазго и изучала игру на гобое и английском рожоке, получив степень бакалавра искусств. В 2000 году получила степень магистра прикладной музыки. После университета Фоулис учился в гэльском колледже Sabhal Mòr Ostaig на острове Скай, чтобы улучшить свой гэльский язык и официально изучить традиционную шотландскую музыку. После этого она вернулась в Росс-Шир, устроившись на работу в организацию Fèis Rois в Дингуолле в качестве сотрудника по развитию музыки с 2001 по 2004 год.